# بدر الخراشي
بدر عبد العزيز الخراشي لاعب كرة قدم سعودي بمكة المكرمة. حقق لقب هداف مسابقة فيصل بن فهد عام 1428هـ برصيد 8 أهداف .
وقد سجلاً هدفاً جميلاً دبل كيك (باك ورد) في مرمى مانشستر يونايتد في اعتزال سامي الجابر.
وقد لعب لعدة أندية بالمملكة هي: الهلال والاهلي والحزم والفيصلي والتعاون.
واخيرا وقع بتاريخ 30/10/1435 عقدا للانضمام لفريق الوحدة من مكة المكرمة، ويعد مكسبا كبيرا للفريق لما يملكه من خبرة وتجربة في الدوري السعودي .
سبق له اللعب لأندية الهلال والأهلي و الرائد والحزم و الفيصلي والتعاون و الوحدة